# Gorrevod
Gorrevod es una comuna francesa situada en el departamento de Ain, en la región de Auvernia-Ródano-Alpes.

## Demografía
| 373 | 356 | 400 | 441 | 512 | 561 | 586 | 781 | 842 | 790 |
| Para los censos de 1962 a 1999 la población legal corresponde a la población sin duplicidades (Fuente: INSEE [Consultar]) |     |     |     |     |     |     |     |     |     |

Forma parte de la aglomeración urbana de Pont-de-Vaux.